# Hypericum epigeium
Hypericum epigeium är en johannesörtsväxtart som beskrevs av Robert Keller. Hypericum epigeium ingår i släktet johannesörter, och familjen johannesörtsväxter. Inga underarter finns listade i Catalogue of Life.